# Anastrepha willei
Anastrepha willei är en tvåvingeart som beskrevs av Korytkowski 2001. Anastrepha willei ingår i släktet Anastrepha och familjen borrflugor.
Artens utbredningsområde är Peru. Inga underarter finns listade i Catalogue of Life.